# Goldie's paradijsvogel
Goldie's paradijsvogel (Paradisaea decora) is een middelgrote paradijsvogel (Paradisaeidae) uit de orde zangvogels en de superfamilie Corvoidea. Deze vogel is vernoemd naar de Schotse verzamelaar Andrew Goldie, die in 1882 de vogel ontdekte.

## Kenmerken
Goldie's paradijsvogel is een vrij grote paradijsvogel die ongeveer 33 cm lang kan worden, exclusief de lange staart bij het mannetje. Het mannetje van Goldie's paradijsvogel heeft goudgele veren op het bovendeel van de kop en de rug. De iris is geel, de snavel en de poten zijn grijs. Het mannetje heeft indrukwekkend fraaie, karmijnrood gekleurde sierveren aan de flanken en twee lange sierveren uit de staart. Verder is hij donkergroen; het grootste verschil met de andere paradijsvogels van het geslacht paradisaea vormt de blauwgrijze borst.
Het vrouwtje is olijfbruin van boven en kaneelkleurig bruin op de borst. Zij verschilt van de andere paradisaeasoorten door een horizontale streping op de borst.

## Verspreiding en leefgebied
Goldie's paradijsvogel is een endemische vogelsoort van de eilanden Fergusson en Normanby, beide onderdeel van de D'Entrecasteaux-eilanden in het zuidoosten van Papoea-Nieuw-Guinea. De vogel komt voor in hellingbossen op een hoogte van 300 m tot waarschijnlijk meer dan 600 m boven de zeespiegel. Het dieet bestaat voornamelijk uit fruit.

## Status
De grootte van de populatie is in 2008 geschat op 430-450 volwassen vogels. Het is onduidelijk hoe de populatie zich sindsdien heeft ontwikkeld. Hoewel er aanwijzingen zijn dat deze vogels zich kunnen aanpassen in regenbos waarin selectieve houtkap heeft plaatsgevonden, bestaan er toch zorgen. Er zijn plannen voor meer houtkap en omvorming van oerbos naar zelfvoorzieningslandbouw. Verder vinden er mijnbouwactiviteiten plaats. Daarom staat Goldie's paradijsvogel als kwetsbaar op de Rode Lijst van de IUCN. Handel (levend, dood of in onderdelen) in deze vogelsoort (en alle andere paradijsvogels) is volgens de overeenkomst inzake de internationale handel in bedreigde soorten wilde dieren en planten (het CITES-verdrag) verboden.